# Appledore (Kent)

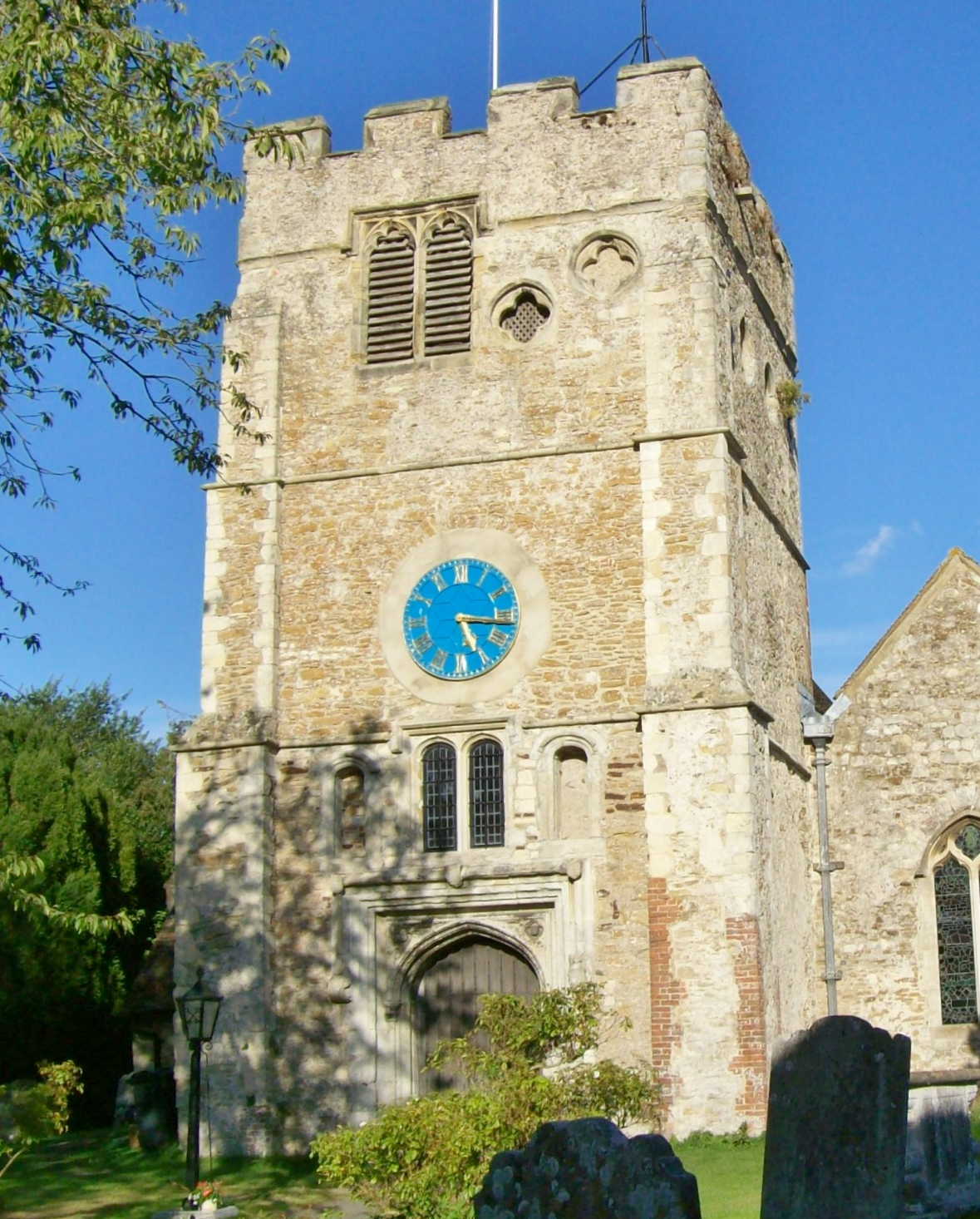
Appledore (Kent): la chiesa di San Pietro e Paolo

Appledore è villaggio  con status di parrocchia civile dell'Inghilterra sud-orientale, facente parte della contea del Kent e del distretto di Ashford e situato lungo il corso del fiume Rother, ai margini delle Romney Marshes. Un tempo porto fluviale, conta una popolazione di circa 750-800 abitanti.

## Etimologia
Il toponimo Appledore è composto nella prima parte dal termine apple, "mela" e deriva dal fatto che gli alberi di melo erano un tempo usati dai Sassoni per separare i confini terrieri.

## Geografia fisica

### Collocazione
Appledore si trova a circa metà strada tra Tenterden e la località costiere di Littlestone-on-Sea e Greatstone-on-Sea (rispettivamente a sud-est della prima e a nord-ovest delle seconde), a circa 10 km a nord/nord-est della cittadina costiera di Rye.

## Società

### Evoluzione demografica
Al censimento del 2011, Appledore contava una popolazione di 749 abitanti.

## Storia
La località fu fondata probabilmente dai Sassoni, forse al confine tra due regni, come indicherebbe il nome (v. Etimologia).
Nel 892, Appledore fu invasa dai Danesi, che per cinque anni avevano combattuto contro re Alfredo il Grande.
Il villaggio è in seguito menzionato nel Domesday Book (1086), che segnalava la presenza di una chiesa in loco.
Nel 1359, fu concessa ad Appledore da re Edoardo III la possibilità di tenere un mercato settimanale e una fiera annuale.
Nel 1380 il villaggio fu saccheggiato e incendiato dai Francesi.

## Monumenti e luoghi d'interesse
Tra gli edifici d'interesse di Appledore, figura la chiesa di S. Pietro e Paolo, edificio classificato di I grado.

## Infrastrutture e trasporti
Appledore è dotata di una stazione ferroviaria, che si trova circa un miglio al di fuori del villaggio.